# Roni Milo

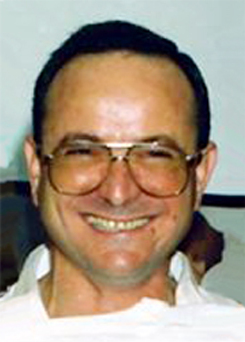
Roni Milo

Roni Milo (hebräisch רוני מילוא; * 26. November 1949 als Ron Milikovsky in Tel Aviv) ist ein israelischer Politiker (Likud), Rechtsanwalt und Publizist, der im Laufe seiner Karriere verschiedene Ministerämter in Israel ausübte. Er war Mitglied der 9. bis 13. sowie der 15. Knesset. Von 1993 bis 1998 war er Bürgermeister von Tel Aviv.

## Leben
Roni Milo war Schüler des Neuen Gymnasiums in Tel Aviv. Er studierte danach Jura und ging nach Abschluss seines Studiums in die Politik. Er war zunächst Leiter der Informationsabteilung der Likud-Partei.
1977 wurde er in die 9. Knesset gewählt. 1988 war er der erste Umweltminister Israels (Kabinett Jizchak Schamir), 1990 wurde er Arbeitsminister, dann Minister für Innere Sicherheit mit Zuständigkeit u. a. für die Polizei.
1993 wurde er zum Bürgermeister von Tel Aviv-Jaffa gewählt und gab seinen Knesset-Sitz zum 30. Dezember 1993 ab, um sich ganz seinen Aufgaben als Bürgermeister widmen zu können.
Nach seiner Zeit als Bürgermeister kehrte er in die Landespolitik zurück, wurde 1999  für die Zentrums-Partei (Mifleget ha-Merkas) in die 15. Knesset gewählt und wurde 2000 in Baraks Kabinett Gesundheitsminister.
In Scharons Kabinett 2001 war er Minister für regionale Kooperation bis zum Jahr 2003 (Nachfolger Silvan Shalom).
Er verließ dann die Zentrums-Partei gemeinsam mit Jechiel Lasry und gründete die neue Partei Lev, die sich, nachdem sie nur wenige Minuten existiert hatte, dem Likud anschloss. Bei der anstehenden Vergabe neuer Ministerposten war er nur an 47. Stelle vorgesehen, so dass er sein Mandat verlor.